# Elisabeth Steiner
Elisabeth Steiner (Wenen, 21 maart 1956)  is een Oostenrijks jurist en rechter. Tussen 1 november 2001 en 31 oktober 2015 was zij rechter bij het Europees Hof voor de Rechten van de Mens.

## Carrière
Steiner studeerde aan de Universiteit van Wenen in Oostenrijk waar ze in 1980 haar Master of Laws en in 1981 haar Doctor of Law behaalde.
In april 2001 werd ze door de Parlementaire Vergadering van de Raad van Europa gekozen om Oostenrijk te vertegenwoordigen bij het Europees Hof voor de Rechten van de Mens. Daarbij verving ze haar voorganger Willi Fuhrmann op 1 november 2001. Ze vervulde deze functie tot op 31 oktober 2015.